# 北河原村
北河原村（きたがわらむら）は埼玉県の北部、北埼玉郡に属していた村。群馬県と境を接する。

## 地理
- 河川：利根川・福川・北河原用水・酒巻導水路・中条堤
- 池沼：大池

### 小字
- 新田前[1]
- 新田北
- 田出牛
- 権現堂
- 黒前
- 熊野

## 歴史
もとは江戸期より存在した北河原村であった。慶長3年頃には北河原の呼称が南河原と共に成立していたと言われている（南河原村#歴史も参照）。
- 幕末時点では埼玉郡に所属。知行は忍藩領。幕末に北河原新田（北河原村の南東部）を編入。
- 1871年（明治4年） - 埼玉県に所属する。
- 1889年（明治22年）4月1日 - 町村制施行により、北河原村、酒巻村が合併し北埼玉郡北河原村が成立する[2]。旧村は北河原村の大字となる。
- 1954年（昭和29年）3月31日 - 荒木村、須加村とともに行田市へ編入され消滅[3][2]。大字は行田市に継承された。